# Серебряно-Прудский район
Серебряно-Прудский район — упразднённая административно-территориальная единица и бывшее муниципальное образование (муниципальный район) на юго-востоке Московской области России.
Образован в 1999 году. Прекратил своё существование в 2015 году: преобразован в посёлок городского типа областного подчинения Серебряные Пруды  с административной территорией, а Серебряно-Прудский муниципальный район преобразован в городской округ Серебряные Пруды с упразднением всех ранее входивших в него поселений.
Административный центр — посёлок городского типа Серебряные Пруды.

## География
Район был расположен в юго-восточной части Московской области. На севере граничил с Зарайским и Каширским районами, на востоке и юге — с Рязанской областью, на юге и западе — с Тульской областью. Площадь района составляла 876 км².
Основные реки — Осётр, Березинка, Кудесна, Мордвес.

## История
20 июня 1924 года Президиум ВЦИК РСФСР выделил Серебрянопрудский район из Венёвского уезда Тульской губернии. Вскоре волостные центры района были упразднены и заменены сельскими Советами.
В январе 1929 года была образована Центрально-промышленная область с центром в Москве, включавшая Московскую, Тульскую, Тверскую и Рязанскую губернии. 12 июля 1929 года Центрально-промышленная область была переименована в Московскую область, к Тульскому округу которой был отнесён Серебряно-Прудский район. При этом к нему был присоединён Якимовский с/с Михайловской волости Скопинского уезда Рязанской губернии.
К началу 1930 года в Серебряно-Прудский район входили следующие сельсоветы: Беззубовский, Беляевский, Больше-Рогатовский, Глубоковский, Гришинский, Дудинский, Есиповский, Клемовский, Кораблевский, Кормовский, Красновский, Куребинский, Ламоновский, Малынский, Митякинский, Мочильский, Мягковский, Новомойгоровский, Петровский, Подходженский, Прудско-Высельский, Савинский, Семенковский, Серебряно-Прудский, Серковский, Титеевский, Узуновский, Шеметовский и Якимовский.
28 августа 1936 года из Мордвесского района в Серебряно-Прудский был передан Крутовский с/с.
26 сентября 1937 года произошло разукрупнение Московской области, и Серебряно-Прудский район был включён в состав Тульской области.
Указом Президиума Верховного Совета СССР от 20 декабря 1942 года Серебряно-Прудский район снова был включен в Московскую область в прежнем составе.
14 октября 1950 года был упразднён Куребинский с/с.
25 января 1952 года были упразднены Беляевский и Больше-Рогатовский с/с.
14 июня 1954 года были упразднены Беззубовский, Гришинский, Дудинский, Есиповский, Клемовский, Кораблевский, Кормовский, Красновский, Крутовский, Ламоновский, Мочильский, Мягковский, Петровский, Прудско-Высельский, Савинский и Титеевский с/с. Семенковский с/с был переименован в Чуйковский. Образован Косяевский с/с.
7 августа 1958 года из Рыбновского района Рязанской области в Косяевский сельсовет Серебряно-Прудского района Московской области были переданы селения Лошатово и Филино.
20 августа 1960 года были упразднены Глубоковский, Митякинский и Чуйковский с/с. Косяевский с/с был переименован в Клемовский, а Якимовский с/с — в Совхозный.
20 апреля 1961 года решением Московского исполнительного комитета село Серебряные Пруды получило статус рабочего посёлка, а сельский Совет был преобразован в поселковый Совет.
1 февраля 1963 года Серебряно-Прудский район был упразднён и включён в состав Ступинского укрупнённого сельского района. Однако уже 13 января 1965 года район был восстановлен. В состав район вошли р.п. Серебряные Пруды и сельсоветы: Дмитровский, Клемовский, Малынский, Новомойгоровский, Подходженский, Совхозный, Узуновский и Шеметовский.
С 11 января 1965 по 23 декабря 1976 года селения в составе сельсоветов: Коровино, Крутое, Крытово, Ларино, Малынь, Мозалово, Накаплово, Новосёлки, Песочное, Свиное, Тютьково (Малынский сельсовет), Большое Орехово, Боршово, Красный Пахарь, Кузьминка, Малое Орехово, Невежино, Николаевка, Новомойгоры, Петрово, Скородня, Старомойгоры, Столбовка, Титеево (Новомойгоровский сельсовет), Беззубово, Беляево, Бокша, Васильевское, Глубокое, Должиково, Косяево, Мягкое, Никольское, Петровские Выселки, Степановка, Толстые, Узуново, Яковлевское (Узуновский сельсовет)
23 декабря 1976 года были образованы Глубоковский и Мочильский с/с. Новомойгоровский с/с был переименован в Петровский, а Малынский — в Крутовский. Из Малынского с/с в Узуновский были переданы селения Коровино, Крытово, Малынь, Накаплово и Тютьково. Территория Малынского с/с в составе Крутое, Ларино, Мозалово, Новосёлки, Песочное и Свиное была переименована в Крутовский с/с, территория Новомойгоровского с/с в составе селений Большое Орехово, Боршово, Красный Пахарь, Кузьминка, Малое Орехово, Невежино, Николаевка, Новомойгоры, Петрово, Скородня, Старомойгоры, Столбовка и Титеево — в Петровский с/с. Селения Беляево, Бокша, Глубокое, Никольское, Петровские Выселки и Толстые Узуновского с/с были переданы в Глубоковский с/с.
В декабре 1991 года в результате реформирования органов исполнительной власти и Советов исполком Серебряно-Прудского Совета народных депутатов прекратил свою деятельность, а исполнительно-распорядительные функции получила Серебрянопрудская районная администрация.
3 февраля 1994 года сельсоветы были преобразованы в сельские округа.
9 июля 2004 года были упразднены Глубоковский, Дмитровский, Крутовский, Петровский и Подходженский с/с.
В ходе муниципальной реформы, в соответствии с Законом Московской области от 21.01.2005 № 29/2005-ОЗ «О статусе и границах Серебряно-Прудского муниципального района и вновь образованных в его составе муниципальных образований» Серебряно-Прудский район был наделён статусом муниципального района, а в его составе были образованы городское поселение Серебряные Пруды, сельские поселения Мочильское, Узуновское и Успенское. При этом были упразднены все сельские округа.
7 ноября 2015 года Серебряно-Прудский муниципальный район был упразднён, а все входившие в его состав поселения были объединены в единое муниципальное образование — городской округ Серебряные Пруды.
8 декабря 2015 года рабочий посёлок Серебряные Пруды отнесён к категории посёлка городского типа областного подчинения Московской области, а Серебряно-Прудский район как административно-территориальная единица области был упразднён: вместо него образована новая административно-территориальная единица — посёлок городского типа Серебряные Пруды с административной территорией.

## Население
| 1931    | 1959    | 1970    | 1979    | 1989    | 2002    | 2006    | 2009    |
| ------- | ------- | ------- | ------- | ------- | ------- | ------- | ------- |
| 40 000  | ↘21 094 | ↘21 037 | ↗22 506 | ↗24 415 | ↗24 689 | ↘24 642 | ↗24 791 |
| 2010    | 2011    | 2012    | 2013    | 2014    | 2015    |         |         |
| ↗25 843 | ↗25 883 | →25 883 | ↘25 775 | ↘25 629 | ↘25 455 |         |         |

### Урбанизация
В городских условиях (рабочий посёлок Серебряные Пруды) на момент упразднения в 2015 году проживали 34,32 % населения района.

## Территориальное устройство района
В Серебряно-Прудский район до 2004-2006 гг. входил 1 посёлок городского типа районного подчинения и 10 сельских округов: Глубоковский, Дмитриевский, Клемовский, Крутовский, Мочильский, Петровский, Подхоженский, Совхозный, Узуновский, Шеметовский.
В 2006—2015 гг. в Серебряно-Прудский муниципальный район входило 4 муниципальных образования, в том числе 1 городское и 3 сельских поселения:
| №        | Муниципальное образование | Административный центр           | Количество населённых пунктов | Население (чел.) | Площадь (км²) |
| -------- | ------------------------- | -------------------------------- | ----------------------------- | ---------------- | ------------- |
| 1e-06    | Городское поселение:      |                                  |                               |                  |               |
| 1        | Серебряные Пруды          | рабочий посёлок Серебряные Пруды | 6                             | ↘9749            | 85,69         |
| 1.000002 | Сельское поселение:       |                                  |                               |                  |               |
| 2        | Мочильское                | село Мочилы                      | 18                            | ↘3236            | 221,77        |
| 3        | Узуновское                | село Узуново                     | 47                            | ↘8528            | 410,23        |
| 4        | Успенское                 | посёлок Успенский                | 11                            | ↗3942            | 159,69        |

## Населённые пункты
На момент упразднения района в его состав входили 82 населённых пункта.

## Общая карта

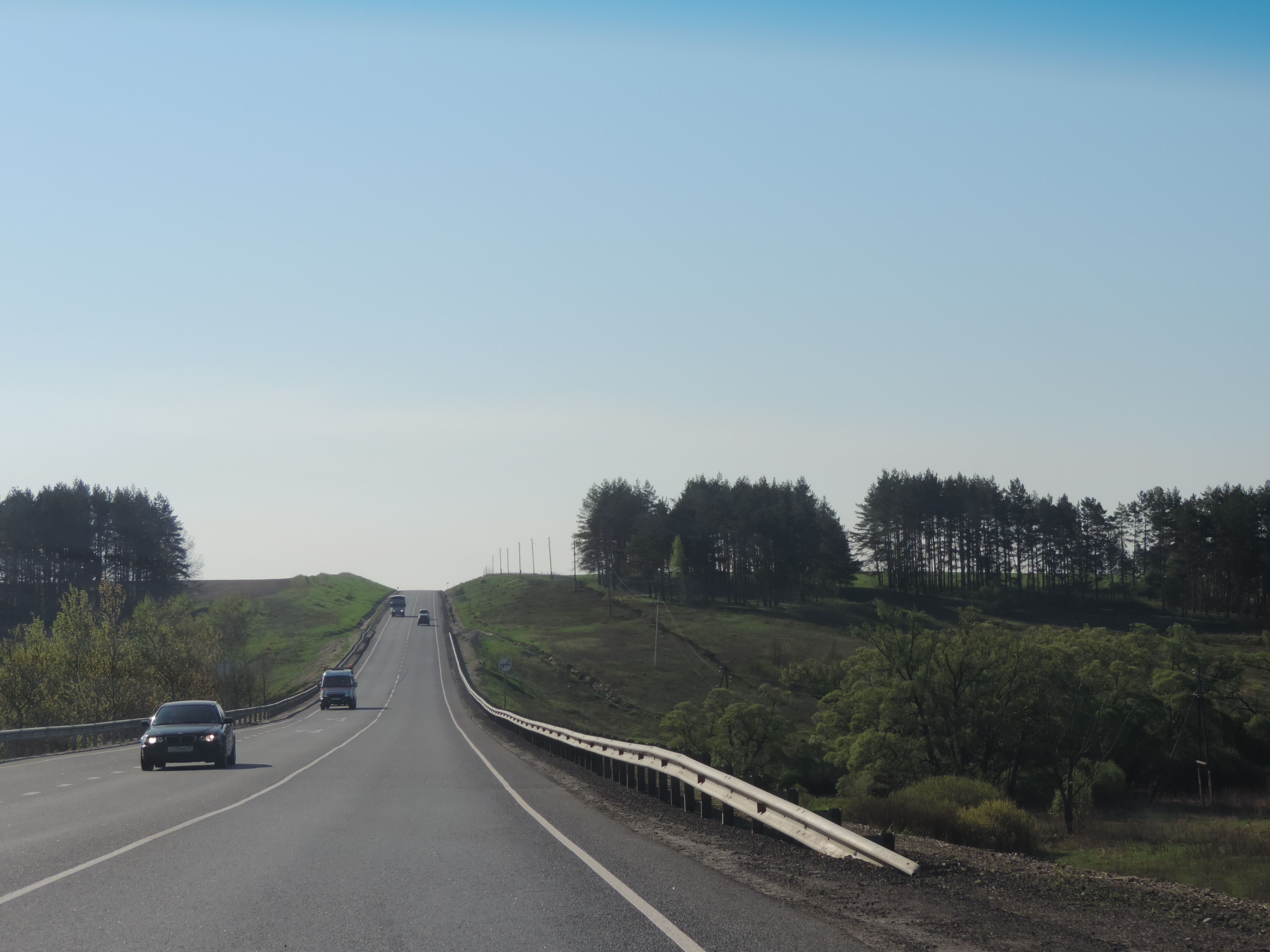
Автотрасса в Серебряно-Прудском районе

Легенда карты:
|  | 5000—10000 жителей |
|  | 1000—5000 жителей  |
|  | 500—1000 жителей   |
|  | 200—500 жителей    |
|  | Менее 200 жителей  |

## Известные люди, связанные с районом
- Абрикосова Феоктиста Сергеевна (1907—1983) — заслуженный работник культуры РСФСР. В 1947—1969 гг. — заместитель директора Государственной библиотеки имени В. И. Ленина по библиотечной части. Родилась в деревне Бокша.
- Аверин Иван Степанович (1932—1996) — механизатор, Герой Социалистического труда. Работал в совхозе «Серебряные Пруды»)[24].
- Аврамов Иван Борисович (1802—1840) — декабрист, совладелец д. Серково и Охотники[25].
- Агафангел (Преображенский Александр Лаврентьевич) (1854—1928) — местоблюститель Патриаршего престола. Родился в с. Мочилы[26].
- Аманов Сергей Иванович (1873—1937) — священномученик. Настоятель Успенской церкви с. Мягкое[27].
- Архангельский Павел Арсеньевич (1852—1913) — один из организаторов земского здравоохранения в Московской губернии. Родился в с. Серебряные Пруды.
- Буганов Виктор Иванович (1928—1996) — доктор исторических наук, профессор, член-корреспондент РАН. Родился в д. Машеново[28].
- Давыдов Евграф Владимирович (1780—1823) — Герой Отечественной войны 1812 г., землевладелец с. Тютьково[29].
- Давыдов Николай Владимирович (1773—1823) — генерал-майор, Герой Отечественной войны 1812 г., землевладелец с. Борщово[30].
- Данилин Николай Михайлович (1878—1945) — композитор, дирижёр Синодального хора, профессор Московской консерватории. Жил в с. Мягкое у родителей, уроженцев с. Мягкое[31].
- Дохтуров Дмитрий Сергеевич (1759—1816) — Герой Отечественной войны 1812 г. Родился в с. Крутое[32].
- Еремина Надежда Ивановна(1952—1995) — чемпионка мира по вертолетному спорту. Родилась в д. Жегулы[33].
- Кашин Владимир Иванович (р. 1948) — первый секретарь Серебряно-Прудского РК КПСС (1985—1990), академик РАСХН, депутат Гос. Думы[34].
- Кёстринг Эрнст Август (1876—1953) — генерал-полковник фашистской Германии, разведчик, координатор Восточных легионов. Родился в с. Серебряные Пруды[35].
- Кившенко Алексей Данилович (1851—1895) — художник-баталист, академик живописи, автор известной картины «Совет в Филях». Родился в Серебряных Прудах.
- Козлов Александр Петрович (р. 1940) — энергетик, Герой Социалистического труда. Родился в д. Ларино[36].
- Коровушкин Николай Иванович (1921—2003) — лётчик-испытатель, Герой Советского Союза. Жил и учился в Серебряных Прудах[37].
- Костиков Валерий Иванович — учёный-физик, профессор, доктор технических наук, член-корреспондент РАН. Жил и учился в д. Синицы[38].
- Куликов Дмитрий Семенович (1873—?) — крестьянин. Депутат Первой Государственной Думы от Тульской Губернии. Родился в д. Лошатовке[39].
- Обухов Тимофей Петрович (1916—1972) — лётчик , Герой Советского Союза. Родился в д. Коровино[40].
- Панков Александр Егорович (1952—1998) — Герой России. Жил, учился и похоронен в с. Подхожее[41].
- Пузырёв Юрий Николаевич (1926—1991) — советский актёр театра и кино, заслуженный артист РСФСР. Родился в Серебряных Прудах.
- Полуэктов Георгий Васильевич (1904—1982) — генерал-полковник артиллерии. Родился в с. Накаплове[42].
- Попков Василий Дмитриевич (1922—2006) — доктор юридических наук, профессор МГУ. Родился в с. Дудино[43].
- Романов Петр Иванович (1918—1945) — лётчик, Герой Советского Союза. Родился в п. Серебряные Пруды[42].
- Рубанов Андрей Викторович (р. 1969) — писатель-прозаик. Родился в с. Узуново.
- Садофьев Илья Иванович (1889—1965) — поэт, публицист. Жил в семье родителей в с. Серебряные Пруды[44].
- Серёгин Владимир Сергеевич (1922—1968) — лётчик-испытатель. Герой Советского Союза. Жил в д. Васильевское (Гурьево) на родине родителей[45].
- Столяров Сергей Дмитриевич (1911—1969) — Народный артист РСФСР. Родился в с. Беззубове[46].
- Фирсов Сергей Александрович (1971—1995) — Герой России, старший лейтенант морской пехоты. Похоронен в п. Серебряные Пруды[47].
- Харитонов Василий Николаевич (1922—2002) — лётчик, Герой Советского Союза. Родился в с. Петрове[48].
- Хворостинин Петр Иванович (?—1592) — князь, воевода. Совладелец с. Подхожее[49].
- Хворостинин Федор Иванович (?—1606) — князь, дипломат, воевода. Землевладелец д. Серково и с. Подхожее[49].
- Хохлов Петр Ильич (1912—1990) — генерал-лейтенант авиации, Герой Советского Союза (1941). Родился в с. Есипове[50].
- Чекмарев Сергей Иванович (1909—1933) — поэт, лауреат премии Ленинского комсомола. Жил в с. Беззубове[51].
- Чуйков Василий Иванович (1900—1982) — советский военачальник, Маршал Советского Союза, дважды Герой Советского Союза. Родился в с. Серебряные Пруды.